# Бывшие посёлки городского типа Нижегородской области
Бывшие посёлки городского типа Нижегородской области — посёлки городского типа (рабочие, дачные и курортные), потерявшие этот статус в связи с административно-территориальными преобразованиями.

## Б
- Бабино — пгт с 1942 года. Преобразован в сельский населённый пункт в 2005 году[1].
- Большое Пикино — пгт с 1949 года. Вошёл в состав города Бор в 2004 году[2].
- Бор — пгт с 1931 года. Преобразован в город в 1938 году.

## В
- Велетьма — пгт с 1939 года. Преобразован в сельский населённый пункт в 2021 году.
- Володары — пгт с 1932 года. Преобразован в город Володарск в 1956 году.
- Ворсма — пгт с 1927 года. Преобразован в город в 1955 году.
- Выкса — пгт с 1927 года. Преобразован в город в 1934 году.

## Г
- Гавриловка — пгт с 1941 года. Преобразован в сельский населённый пункт в 2021 году.

## Ж
- Желнино — пгт с 1942 года. Преобразован в сельский населённый пункт к 2022 году.

## З
- Заволжье — пгт с 1950 года. Преобразован в город в 1964 году.

## К
- Катунки — пгт с 1938 года. Преобразован в сельский населённый пункт в 2013 году[3].
- Керженец — пгт с 1950 года. Преобразован в сельский населённый пункт в 2004 году[4].
- Княгинино — пгт с 1968 года. Преобразован в город в 1998 году.
- Красная Горка — пгт с 1942 года. Преобразован в сельский населённый пункт в 2013 году.
- Кстово — пгт с 1954 года. Преобразован в город в 1957 году.
- Кулебаки — пгт с 1927 года. Преобразован в город в 1932 году.

## Л
- Ленинская Слобода — пгт с 1936 года. Преобразован в сельский населённый пункт в 2008 году[5].
- Липня — пгт с 1945 года. Вошёл в состав города Навашино в 1957 году.

## М
- Макарьево — пгт с 1958 года. Преобразован в сельский населённый пункт в 2009 году[6].
- Мордовщиково — пгт с 1928 года. Вошёл в состав города Навашино в 1957 году.

## Н
- Неклюдово — пгт с 1947 года. Вошёл в состав города Бор в 2004 году[2].
- Новая Слободка — пгт с 1938 года. Упразднён в связи с затоплением водами Горьковского водохранилища в 1955 году.

## О
- Октябрьский — пгт с 1938 года. До 1957 года носил название имени Молотова. Вошёл в состав города Бор в 2004 году[2].

## П
- Память Парижской коммуны — пгт с 1932 года. Преобразован в сельский населённый пункт в 2004 году[4].
- Перевоз — пгт с 1962 года. Преобразован в город в 2001 году[7].
- Правдинск — пгт с 1932 года. Включён в состав города Балахна в 1993 году.
- Пыра — пгт с 1951 года. Преобразован в посёлок сельского типа в 2010 году[8].

## С
- Сарова — пгт с 1938 года. Преобразован в город Кремлёв в 1954 году.
- Ситники — пгт с 1946 года. Преобразован в сельский населённый пункт в 2004 году[4].

## Т
- Ташино — пгт с 1927 года. Преобразован в город Первомайск в 1951 году.
- Тёша — пгт с 1946 года. Преобразован в сельский населённый пункт в 2013 году[3].

## У
- Урень — пгт с 1959 года. Преобразован в город в 1973 году.

## Ч
- Чистое — пгт с 1939 года. Преобразован в сельский населённый пункт в 2013 году[3].
- Чкаловск — пгт с 1927 года. До 1937 года назывался Василёво. Преобразован в город в 1955 году.

## Ш
- Шахунья — пгт с 1933 года. Преобразован в город в 1943 году.

## Ю
- Южный — пгт с 1959 года. Упразднён в 1979 году.